# 산케이 신문
산케이 신문(일본어: 産経新聞 산케이신분[*], 영어: Sankei Shimbun)은 일본의 신문사 가운데 하나다. 후지산케이 그룹의 일부분으로 후지 텔레비전이 40% 출자해서 설립했다. 업계에서는 여섯 번째로 발행 부수(133만부)가 많다.
이전에는 경제지인 '산업경제신문' 이었으나 산케이로 이름을 줄여서 부르다가, 종합지로 전환하면서 '산케이'로 바꾸었다. 신문의 이름은 바뀌었으나 회사의 상호는 여전히 ‘산업경제신문사’다. 대한민국의 경향신문, 탈북자신문 '뉴포커스'와 제휴관계에 있다.

## 논조
일반적으로 일본 극우파를 대표하는 신문이라고 여겨진다. 그 논조는 대개 일본 민족주의적 성향이 강하며, 반공주의, 역사 문제·반일 감정 등을 둘러싸고 대한민국과 중화인민공화국에는 비판적이며, 미국에는 우호적이다. 산케이신문 자신은 이것을 "정론노선"(正論路線)라고 부른다.
좌파적 논조로 알려진 아사히 신문을 가끔씩 비판하고, 사설로 논쟁을 펼친 적도 있다.

최근들어 1년동안 14차례 여론을 조작한 사실이 들어났다.

## 사건

### 가토 다쓰야 지국장 명예훼손 사건
가토 다쓰야 전 산케이 신문 서울지국장이 한국 박근혜 대통령에 대해 명예훼손 혐의로 검찰의 수사를 받았던 사건이다. 세월호 침몰 사고 당일 박근혜 대통령이 정윤회 비선실세 국정개입 의혹이 있는 정윤회등과 남녀애정행각으로 오리무중이었다는 허위보도를 하여 명예훼손 혐의로 수사가 시작되었다. 이후 법원에서 무죄판결을 받았으나 '왜 나는 한국에 이겼나. 박근혜 정권과의 500일 전쟁'이라는 자극적인 제목의 책을 출간하고 일본 전역에서 강연 중이다. 책에서 그는 '한국은 법치국가가 아니다, 대통령 주변의 생각이나 국민감정에 의해 자의적으로 법이 뒤틀리며 언론의 자유가 태연하게 부정되는 이웃나라의 모습"이라고 썼다. 그는 계속해서 '한국에서 반일은 무죄', '헌법보다 상위의 국민정서법'이라며 한국을 비난하고 있다.

## 자매지
- 산케이 스포츠
- 경제지 후지산케이 비즈니스 아이 (Fujisankei Business i.)
- 타블로이드판 신문 "석간 후지"
- 무료 정보지 "산케이 리빙 신문"
- 산케이 익스프레스

## 같이 보기
- 산업경제신문사(일본어판)
- 구로다 가쓰히로
- 모리 요시로
- 아베 신조
- 한승조
- 일본회의
- 넷우익
- 다쿠쇼쿠 대학
- 재일 특권을 용납하지 않는 시민 모임(재특회)
- 조슈벌(長州閥)
- 닛칸 겐다이(일본어판)
- 반한 감정